# La Merced (Bogotá)
La Merced es un barrio de la UPZ de La Macarena, situada en localidad de Santa Fe de la ciudad de Bogotá, capital de Colombia. Está compuesto por casas construidas en los años 1930 y 1940. Se encuentra en la zona oriental de la ciudad, y en la parte norte de su localidad. Se caracteriza por sus grandes casas de ladrillo y estilo Tudor, que definen el costado sur del Parque nacional.

## Historia

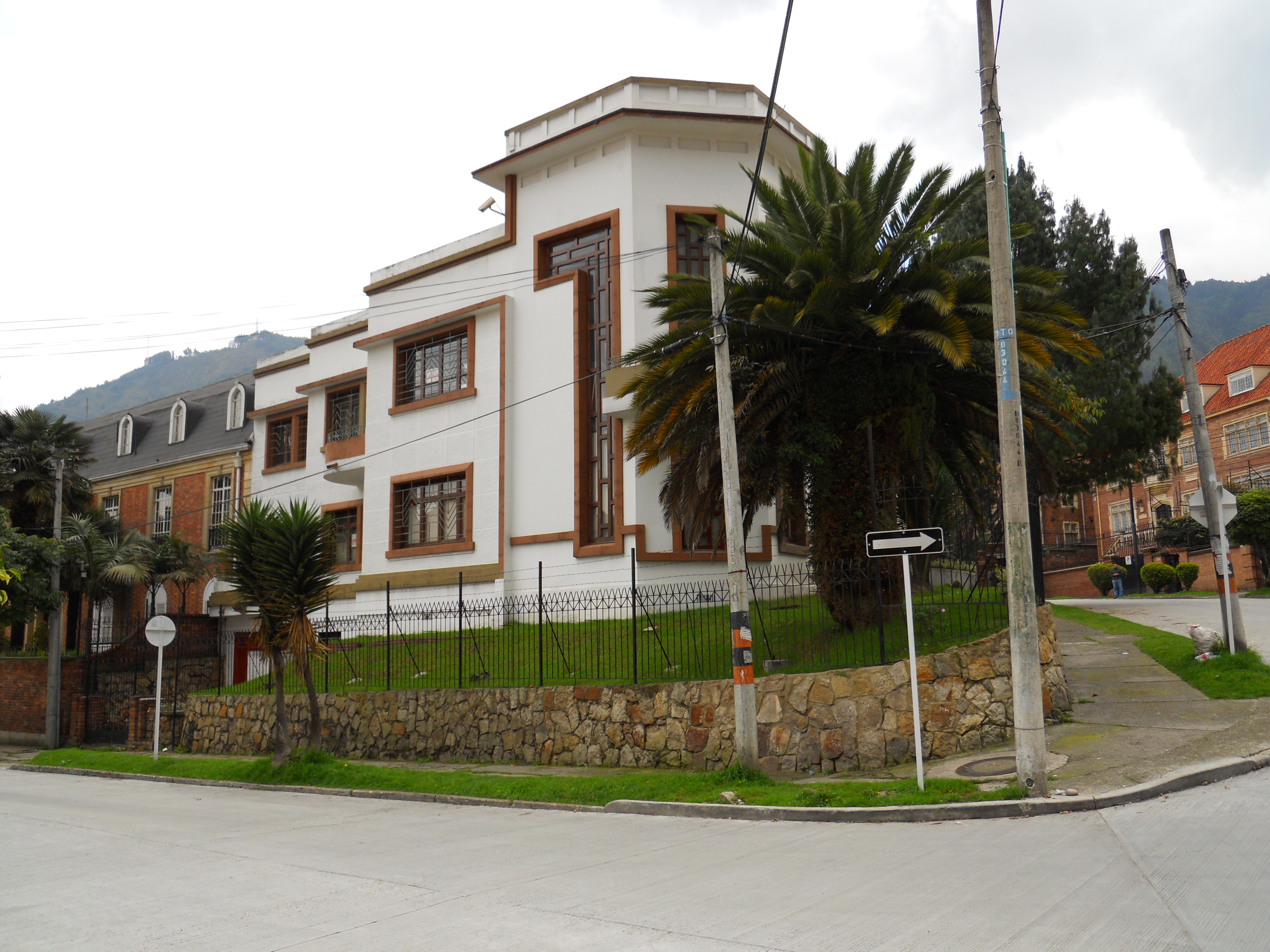
Casa de estilo art decó.

Surgió en los años 1930 y 1940 en una propiedad de Rafael Urdaneta, que tuvo como predecesora la finca La Merced de la compañía de Jesús, donde también construyeron el Colegio San Bartolomé La Merced.
El barrio fue urbanizado por José María Piedrahira, siendo la primera casa en construirse la de Benjamín Moreno, en la carrera Séptima con calle Treinta y seis. Sus arquitectos fueron los chilenos Arnoldo Michaelsen, Julio Casanovas y Raúl Manheim. Estos aplicaron el estilo Tudor, en boga en Chile en los años 1930, de donde se extendió a otros lugares de Latinoamérica y a los Estados Unidos.
Es uno de los pocos barrios que se ha conservado como conjunto, lo que incrementa su valor patrimonial. Ha sido declarado Sector de Interés Cultural. La mayoría de las casas no se utilizan en la actualidad como viviendas, siendo destinadas a usos comerciales o educativos.

## Límites
El barrio La Merced limita al norte con el Parque nacional del que lo separa la calle Treinta y seis, al oriente lo separa la carrera Quinta del Colegio San Bartolomé La Merced (Bogotá) y del barrio La Perseverancia, al sur lo separa la calle Treinta y tres del San Martín, y al occidente la carrera Séptima lo separa de los barrios Samper y Sagrado Corazón.

## Edificios e instituciones

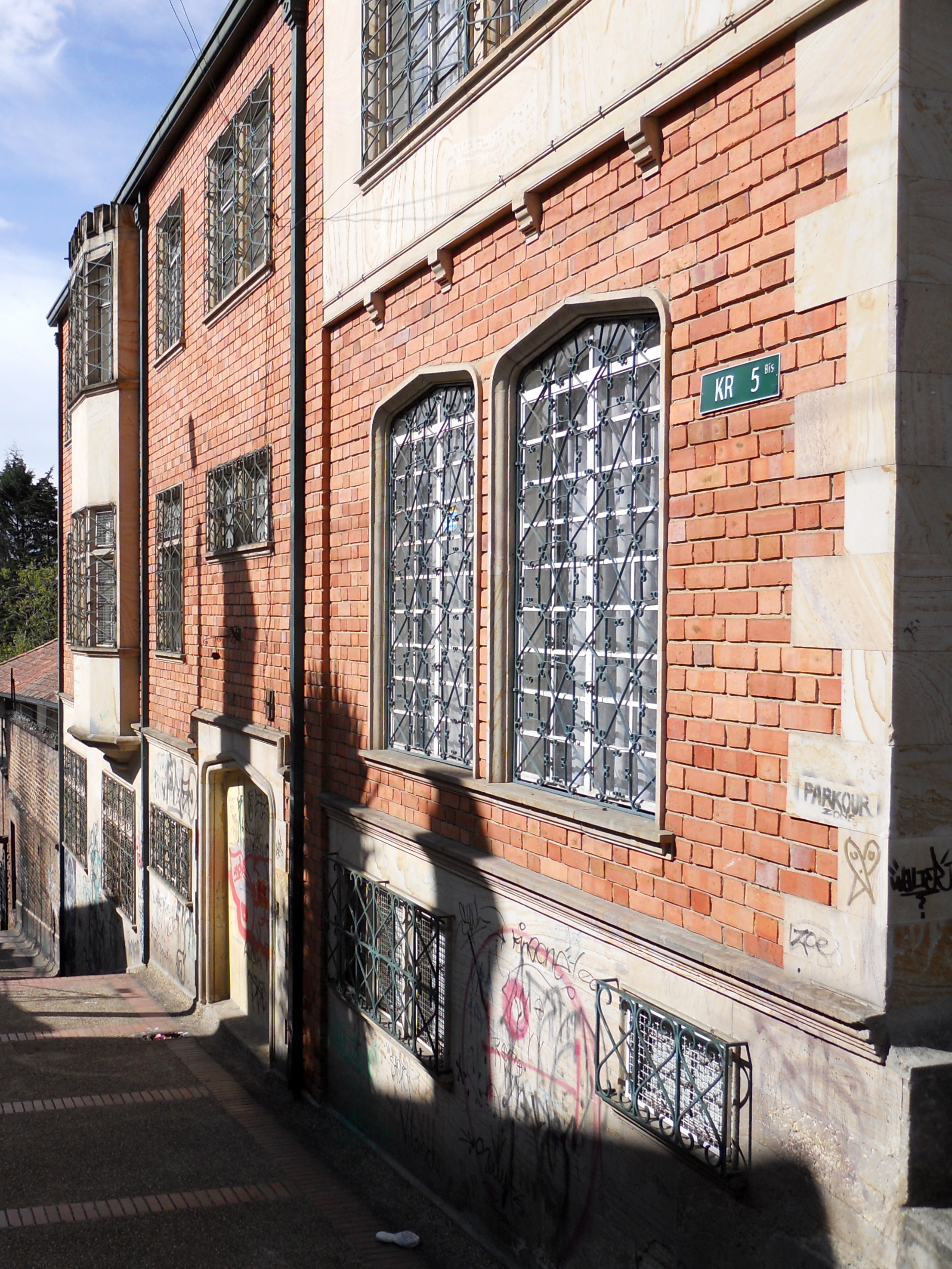
Casas de La Merced hacia la carrera Quinta.

Es un barrio de notable valor arquitectónico, con un buen nivel de conservación. Sus casas se caracterizan por sus aleros, barandas, techos inclinados, ventanas curvas o bay windows, elaboradas y escultóricas chimeneas y texturas de ladrillo. Son de estilo inglés neogótico, altas y amplias, con antejardín y patio trasero, en ladrillo y cubierta de teja.

## Transporte
El límite occidental del barrio La Merced es la avenida carrera Séptima que atraviesa la ciudad de sur a norte, contando con una oferta de taxis, buses, busetas y colectivos. La estación más cercana del sistema masivo de transporte Transmilenio es la de Calle 34 - Fondo Nacional de Garantías, perteneciente a la Línea A del sistema, ubicada sobre la avenida Caracas entre calles Treinta y dos y Treinta y cuatro.